# Arnuwanda II
Arnuwanda II fue un rey hitita, hijo y sucesor de Suppiluliuma I. Gobernó durante aproximadamente año y medio (entre el 1322 y el 1321 a. C.).

## Biografía
Siendo el primogénito de Suppiluliuma, participó en algunas de sus campañas militares, especialmente en la segunda guerra siria contra Mitani y la guerra con Egipto. Precisamente en esta última guerra se capturaron muchos prisioneros, que llevaron al reino hitita una epidemia de viruela que acabó con la vida de Suppiluliuma. Algún tiempo después, también murió Arnuwanda. Fue sucedido por su hermano menor, Mursili II.